# 準静的過程
準静的過程（じゅんせいてきかてい、英: quasistatic process）とは、系が熱力学的平衡の状態を保ったまま、ある状態から別の状態へとゆっくり（無限の遅さで）変化する過程を指す熱力学上の概念である。

## 原理
ボイル＝シャルルの法則が常に成り立つ気体として、熱力学ではしばしば理想気体が取り扱われる。理想気体に対してはボイル＝シャルルの法則が完全な等式として成立し、体積 V、圧力 p、温度 T について以下の関係を満たす。
{\displaystyle {\frac {pV}{T}}=\mathrm {const} .}
上記の関係は以下に示す理想気体の状態方程式から直ちに得ることができる。
{\displaystyle pV=nRT.}
ここで n は物質量、R は気体定数である。
これらの式が成り立つのは気体が平衡(熱力学的平衡)の状態にあるときに限られる。平衡とは、時間がたっても系の状態が変化しないことをいう。
物体(系)の温度や圧力などが変化する過程では、変化の途中の段階では状態が連続的に変わっているため、一般的には平衡とみなせない。したがって、これらの式はつねに成り立つとは限らない。しかし、温度や圧力の変化を非常にゆっくりと行えば、変化の途中段階を含めてすべて平衡として取り扱うことができる。このような過程が準静的過程である。
熱力学的平衡には、力学的平衡、熱平衡、化学的平衡が含まれる。
したがって、系全体の圧力が均一な状態(力学的平衡)が保持できる程度にゆっくりと行われる膨張・圧縮や、系内に温度不均一が生じない(熱平衡)程度にゆっくりと行われる加熱・冷却
は準静的変化と見なすことができる。
また、系内で化学変化または成分物質の物質移動が生じる場合は、
(化学量論的関係を含めた)各成分の化学ポテンシャルが均一な状態(化学平衡)を保持できる程度にゆっくりと生じる変化は、準静的過程であると見なすことができる
。
ある状態変化において、
1. 準静的過程であること、
2. 粘性、摩擦、非弾性、電気抵抗、磁気ヒステリシス、等によるエネルギーの散逸が生じないこと。

が満たされれば、この変化は可逆過程となる
。
ただし文献によって用語の定義に相違や曖昧さがあり、
可逆過程と準静的過程を同義に使う文献もある。

## 仕事と準静的過程
シリンダーに入った気体をピストンを引いて膨張させる過程について考える。このとき、シリンダー内の気体はピストンを押し広げたことになる。この過程においてシリンダー内の気体は外部に対して仕事をしたという。
そして熱力学では、このときシリンダー内の気体がした仕事 W は、
{\displaystyle W=pdV}
で表せる。dV は、シリンダー内の気体によって広がった分の体積である。
しかし、この式もつねに成り立つとは限らない。なぜなら、ピストンを引いている最中、シリンダー内の圧力 p は徐々に減少するが、ピストンを引く速度が速い場合、すなわちピストンを勢いよく引いた場合は、シリンダー内の圧力はどこでも同じでなく、場所によって多少のムラが出てしまうからである。その場合は、ピストン移動中の圧力が定まらず、結果として仕事を上述の式で表すことはできない。
この式が成り立つのは、ピストンを引いている間、気体がつねに平衡の状態にあるときである。そこで、準静的過程の考え方が適用される。すなわち、ピストンを動かす速さを可能な限り遅くし、無限の時間をかけてシリンダー内の体積を変化させるようにする。こうすることで、ピストンの移動中も含めたすべての状態において平衡と考えることができ、式が成立する。

## 準静的過程の成り立つ条件
理論的には、準静的過程は系の変化を無限に小さくし、無限の時間をかけてゆっくりと変化させるものである。しかし実際には、無限の時間をかけずとも、変化の速度が十分に遅ければ、準静的過程とみなして良い。
ある過程が準静的かどうかは、緩和時間 τ によって判断される。系の変化にかかる時間が緩和時間 τ より短ければ準静的過程とはみなせないが、τ より長ければ準静的過程とみなすことができる。シリンダー内の気体をピストンを引いて膨張させる例でいうと、ピストンを引く速さが音速よりも遅ければ、系の変化にかかる時間は τ より長くなり、準静的過程として扱える。

## 歴史

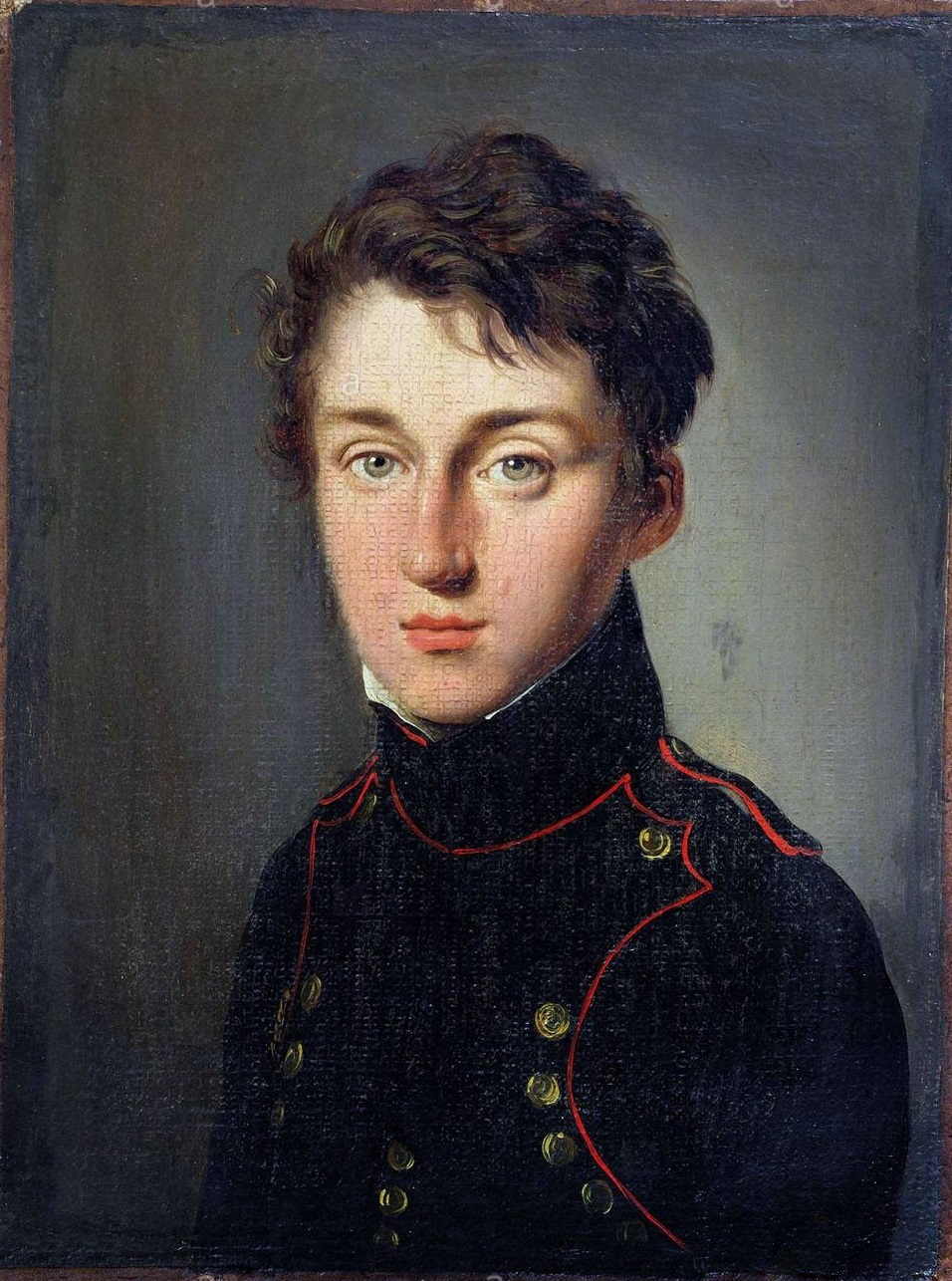
ニコラ・レオナール・サディ・カルノー

熱力学において準静的過程という概念を最初に使用したのは、フランスの科学者ニコラ・レオナール・サディ・カルノーである。
カルノーは1824年に出版した著書『火の動力、および、この動力を発生させるに適した機関についての考察』において、熱から効率的に動力を生み出す手法について論じた。当時の熱理論はカロリック説（熱素説）が主流であったため、カルノーもこの説を基に論を進めた。カロリック説とは、熱とはカロリック（熱素）と呼ばれる物質が原因であるという説である。
カルノーは、高温の物体から低温の物体へとカロリックが移動するときに圧縮・膨張などの体積変化が起こり、動力が発生すると考えた。そして、動力を発生させずにカロリックが移動することは熱機関としては損失となるため、最も効率よく熱から動力を生み出すには、「熱の動力を実現するために使用される物体において、体積変化によらない温度変化がまったく生じない」ことが必要だと述べた。
これをふまえたうえで、カルノーは、蒸気が入ったピストンを高温源と接触させ、蒸気が高温源からカロリックをもらって膨張する過程を考えた。このとき、高温源と蒸気の間に温度差があると、カロリックが高温源から蒸気へ直接移動して両者の温度がつりあうことになるが、これはカルノーの考える「体積変化によらない温度変化」にあたるため、動力の損失となる。したがって最大効率の動力を得るためには、温度変化が起こらないこと、すなわち高温源と蒸気は同じ温度であることが必要となる。しかし現実的には、同じ温度ではカロリックは移動しないので、カルノーは次のように述べた。
続けてカルノーは、自らが考案した動力発生の過程（後にカルノーサイクルと呼ばれるようになる）について考えた。この過程では、高温源Aと低温源Bを用意し、蒸気は高温源Aからカロリックをもらって膨張し、その後に低温源Bにカロリックを受け渡して収縮する。これを繰り返すわけであるが、AとBの間に温度差がある以上、温度差のある物体同士の接触が起こってしまい、動力の損失となってしまう。
これを解決させるため、カルノーは次のように考えた。
温度差が無限に小さい場合、系の変化は無限にゆっくり進むので、この過程は準静的過程となる。カルノーの論文は発表当時こそほとんど話題にならなかったが、後にエミール・クラペイロンやウィリアム・トムソン（ケルヴィン卿）によって紹介され、広く知られるようになった。論文でカルノーが使用したカロリック説は熱力学の発展とともに否定されたが、準静的過程という発想は、その後熱力学における基本的な考え方となった。